# Valaskjálf
Valaskjálf is in de Noordse mythologie een van de drie hoven of verblijven van Odin, gelegen in Asgard. De dakbedekking is in zilver.
"Dit hof is het derde,
waar alle Goden
met zilver de zaal bedekten;
Valaskjálf heet het,
die bewerkte zich de Ase in oerdagen."
(Edda, Grimnismal Stanza 6. Jongere Edda, Dämisaga 17)
Valaskjálf geldt ook als de hal van Vali, de Ase die zijn vermoorde broer Baldr wreekte (Gylfaginning, 30).